# Distrito electoral de Jonesboro 1
Jonesboro District 1 (en inglés, Jonesboro District 1 Precinct) es una subdivisión territorial (en inglés, minor civil subdivision, MCD) del condado de Union, Illinois, Estados Unidos. Según el censo de 2020, tiene una población de 1062 habitantes.
De los 102 condados del estado de Illinois, 17 (entre ellos, el condado de Union) están divididos en subdivisiones civiles menores conocidas como precintos. A pesar de esta distinción, a veces también se hace referencia a los precintos como "municipios civiles" (en inglés, civil townships).

## Geografía
Según la Oficina del Censo de los Estados Unidos, tiene una superficie total de 23.77 km², de la cual 23.68 km² corresponden a tierra firme y 0.09 km² es agua.

## Demografía
Según el censo de 2020, hay 1062 personas residiendo. La densidad de población es de 45.10 hab./km². El 94.16% de los habitantes son blancos, el 0.19% son afroamericanos, el 0.38% son amerindios, el 0.28% son asiáticos, el 0.75% son de otras razas y el 4.24% son de una mezcla de razas. Del total de la población, el 2.92% son hispanos o latinos de cualquier raza.